# 中国驻乍得大使馆
中华人民共和国驻乍得共和国大使馆（阿拉伯语：سفارة جمهورية الصين الشعبية في جمهورية تشاد），简称中国驻乍得大使馆，是中华人民共和国驻乍得的外交代表机构，位于恩贾梅纳市第二区穆罕默德·卡密斯·琼各斯大街（Boulevard Mahamat Khamis Djongos, Deuxième Arrondissement, N'Djamena）。

## 机构设置
中国驻乍得大使馆设置下列机构：
- 政治处
- 经商处
- 武官处
- 办公室